# 趙敏基
趙敏基（韓語：조민기，1965年11月5日—2018年3月9日），韓國男演員。演員趙炯基是其堂兄。2010年3月擔任母校清州大學公演映像學部助教授。2018年3月9日下午4時5分左右，趙敏基在首爾廣津區九宜洞一棟電梯大樓內被發現已經身亡，可能原因是他涉嫌對逾廿名女學生性侵，據傳他在死前曾打電話向親友致歉，也對受害者表達歉意。

## 演出作品

### 電視劇
- 1995年：SBS《墮落天使》
- 1998年：KBS《天使之吻》
- 1999年：KBS《愛我好不好》
- 2000年：MBC《白癡王子》
- 2000年：KBS《不良少年的愛》
- 2001年：MBC《潘達熊我的愛》
- 2001年：KBS《學校4》
- 2001年：MBC《每天和你在一起》
- 2002年：KBS《無法阻擋的愛》
- 2002年：KBS《敢愛》
- 2002年：MBC《御史朴文修》
- 2003年：MBC《你還有夢嗎?》
- 2003年：KBS《黃色手帕》
- 2004年：KBS《不滅的李舜臣》
- 2004年：SBS《妻子的叛亂》
- 2006年：SBS《愛情與野望》飾演 朴泰俊
- 2008年：SBS《一枝梅》飾演 李元虎
- 2008年：MBC《伊甸園之東》飾演 申泰煥
- 2009年：MBC《善德女王》飾演 真平王
- 2010年：SBS《妻子回來了》飾演 尹尚宇
- 2010年：SBS《醫生冠軍》（客串）
- 2010年：MBC《慾望之火》飾演 金英民
- 2011年：MBC《我也是花》飾演 朴泰華
- 2012年：SBS《五指》飾演 柳滿世
- 2012年：SBS《大風水》飾演 李仁任
- 2013年：MBC《Two Weeks》飾演 文日錫
- 2013年：MBC《黃金彩虹》飾演 徐鎮基
- 2013年：MBC《Drama Festival－李箱以上》飾演 洙榮
- 2015年：MBC《華政》飾演 金自點
- 2015年：KBS《橘皮馬末蘭果醬》飾演 鄭炳權
- 2016年：SBS《月之戀人－步步驚心：麗》飾演 王建

### 電影
- 1991年：《死的讚美》
- 1993年：《初戀》
- 1998年：《Shall We Kiss?》
- 1998年：《Scent Of A Man》
- 2005年：《Short Time》（客串）
- 2007年：《Cute Of The Class》
- 2012年：《創可貼》
- 2013年：《辯護人》
- 2015年：《藥商》

### 綜藝節目
- 2015年：SBS《拜託爸爸》
- 2016年：MBC《真正的男人》

## 獲獎
- 1996年：SBS演技大賞－男子最佳演技獎
- 2008年：MBC演技大賞－男子優秀演技獎（伊甸園之東）

## 被控性侵事件
#Metoo活動在韓國延燒，先被所任教的清洲大學女學生指控，在學校使用教師特權，多次做出性騷擾及性侵行，後陸續多位受害者出面指控。
警方原定12日約談調查，趙卻在三天前，留下道歉信後自殺身亡。

## 逝世
2018年3月9日下午4點被妻子發現陳屍於首爾廣津區一處地下停車場旁的倉庫，疑為自殺，享年52歲。

## 外部連結
- NAVER
- 趙敏基的X（前Twitter）